# Archidiecezja San Juan de Puerto Rico
Archidiecezja San Juan de Puerto Rico (łac. Archidioecesis Sancti Joannis Portoricensis, hiszp. Arquidiócesis de San Juan de Puerto Rico) – archidiecezja Kościoła rzymskokatolickiego w San Juan, Portoryko (państwa stowarzyszonego ze Stanami Zjednoczonymi).
Archidiecezja San Juan de Puerto Rico jest diecezją podlegającą pod Kościół rzymskokatolicki w Stanach Zjednoczonych i obejmuje terytorialnie północno-wschodnią część wyspy Portoryko. Jest prowadzona przez prałata arcybiskupa, którego archikatedrą diecezjalną jest katedra św. Jana Chrzciciela w San Juan.

## Historia
Diecezja Puerto Rico (Porto Rico) powstała 8 sierpnia 1511 przez wydzielenie z archidiecezji sewilskiej. 21 listopada 1924 przeszła pod jurysdykcję Kościoła rzymskokatolickiego w Stanach Zjednoczonych jako diecezja San Juan de Puerto Rico. 30 kwietnia 1960 została podniesiona do rangi archidiecezji.

## Ordynariusze
- Alonso Manso (1511–1539)
- Rodrigo de Bastidas (1541–1567)
- Francisco Andrés de Carvajal, OFM (1568–1570)
- Manuel de Mercado Aldrete, OSH (1570–1576)
- Diego de Salamanca, OSA (1576–1587)
- Nicolás de Ramos y Santos, OFM (1588–1592)
- Antonio Calderón de León (1593–1598)
- Martín Vasquez de Arce, OP (1600–1609)
- Francisco Diaz de Cabrera, OP (1611–1614)
- Pedro de Solier y Vargas, OSA (1614–1619)
- Bernardo de Balbuena (1620–1627)
- Juan López de Agurto de la Mata (1630–1634)
- Juan Alonso de Solis y Mendoza, OCarm (1635–1641)
- Damián Lopez de Haro, OSsT (1643–1648)
- Hernando de Lobo Castrillo, OFM (1649–1651)
- Francisco Naranjo, OP (1652–1655)
- Juan Francisco Arnaldo Isasi (1656–1661)
- Benito de Rivas, OSB (1663–1668)
- Bartolomé Garcia de Escañuela, OFM (1671–1676)
- Marcos de Sobremonte (1677–1681)
- Juan Francisco de Padilla, OdeM (1684–1693)
- Jerónimo Nosti de Valdés, O.S.Bas. (1704–1705)
- Pedro de la Concepcion Urtiaga, OFM (1707–1715)
- Fernando de Valdivia y Mendoza, OSA (1719–1725)
- Sebastián Lorenzo Pizarro, OSBM (1727–1736)
- Francisco Pérez Lozano, OSBM (1738–1743)
- Francisco Placido de Bejar, Monje Basilio (1745)
- Francisco Julián de Antolino (1748–1752)
- Pedro Martínez de Oneca (1756–1760)
- Mariano Martí (1761–1770)
- Manuel Jiménez Pérez, OSB (1771–1781)
- Felipe José de Tres-Palacios (1784–1789)
- Francisco de Cuerda (1790–1795)
- Juan Bautista de Zengotita, OdeM (1795–1802)
- Juan Alejo de Arizmendi (1804–1814)
- Mariano Rodríguez de Olmedo (1815–1824)
- Pedro Gutierrez de Cos (1826–1833)
- Francisco Fleix Soláus (1846)
- Francisco de La Puente, OP (1846–1848)
- Gil Estévez y Tomás (1848–1854)
- Pablo Benigno Carrion de Málaga, OFM (1857–1871)
- Juan Antonio Puig y Montserrat, OFM (1874–1894)
- Toribio Minguella y Arnedo (1894–1898)
- Francisco Javier Valdés y Noriega, OSA (1898–1899)
- James Herbert Blenk, SM (1899–1906)
- William Ambrose Jones, OSA (1907–1921)
- Jorge José Caruana (1921–1925)
- Edwin Byrne (1929–1943)
- James Peter Davis (1943–1964)
- James Peter Davis (1960–1964)
- Kardynał Luis Aponte Martínez, (1964–1999)
- Roberto González Nieves, OFM (1999–obecnie)